# Guyencourt
Guyencourt település Franciaországban, Aisne megyében. Lakosainak száma 246 fő (2022. január 1.). Guyencourt Bouffignereux, Roucy, Bouvancourt és Ventelay községekkel határos.

## Népesség
A település népességének változása:
| Lakosok száma | 113  | 135  | 191  | 232  | 213  | 238  | 253  | 258  | 254  | 246  |
|               | 1968 | 1982 | 1990 | 2006 | 2013 | 2015 | 2017 | 2019 | 2020 | 2022 |